# 包山楚簡
包山楚簡即1987年於湖北荊門包山大墓發掘時所得的竹簡。本批簡牘文物包括竹簡278枚、竹牘1件，總計有12000多字。其內容則涵蓋了官府文書、卜筮禱祠、喪葬記錄等，提供了當時楚國政治、經濟、文化、宗教、習俗等等的第一手資料，為楚簡中極重要的一批出土文獻。這些出土文獻經過整理，資料於1991年底刊佈。

## 出土
包山楚簡之出土，乃緣於湖北省荊沙鐵路考古隊，於1987年所發掘楚國貴族大墓，時代為戰國中期晚段，大墓的地點位於荊門市十里鋪鎮王揚村包山崗地。因此被學者稱為包山楚簡。

## 研究
學者研究的重心主要在於：
- 曆法與年代的問題：楚國人紀月所採的名稱特殊，歷來眾說紛紜，包山楚簡提供了證據，楚國歲首為荊夷之月[2]。
- 簡書的識別字號與句例。包山楚簡中出現大量的點狀符號，提供了斷句、部份字詞之連綴的正確方式，並提出這些文書「大多由各地呈送至中央的左尹官署」[2]，而非成於左尹官署中。由這些官府文書，對楚國當時的文書運作有更真確的瞭解。
- 地名：包山簡含有大量地名，對於楚國的行政轄屬，與傳世文獻互為印證。
- 包山簡亦提供了名籍與身份的證據。
- 包山簡涉及29起訟案，對司法的機關、運作方式、與審理制度等提供證據。
- 卜筮，與卜筮相關的神祇系統，以及與此所關連的祭祀等相關的問題。由文獻印證對墓主喪葬用車的數量和用途作了新的探討。

### 脚注
1. ↑  [陳偉，1996]：《包山楚簡所見幾種身份的考察》。
2. 1 2 3  陳偉，1996。 （页面存档备份，存于）《包山楚簡初探》。

## 书籍
- 陳偉，1996。包山楚簡初探。武昌：武漢大學。共242頁。ISBN 7-307-02240-0
- 陳偉，1996。包山楚簡所見幾種身份的考察。湖北大學學報（哲學社會科學版）1: 99-104。

## 外部連結
- 武漢大學簡帛研究中心。《包山楚簡初探》簡介。擷取於2011-11-09。